# Erythroxylum kochummenii
Erythroxylum kochummenii är en tvåhjärtbladig växtart som beskrevs av F.S.P. Ng. Erythroxylum kochummenii ingår i släktet Erythroxylum och familjen Erythroxylaceae. Inga underarter finns listade i Catalogue of Life.